# Esgrima als Jocs Olímpics d'estiu de 1924 - sabre per equips masculí
La competició de sabre per equips masculina va ser una de les sis proves del programa d'esgrima que es van disputar als Jocs Olímpics de París de 1924. La prova es va disputar entre el 12 i el 15 de juliol de 1924, amb la participació de 80 tiradors procedents de 14 nacions diferents.

## Medallistes
| Or | Plata | Bronze |
| Itàlia Renato Anselmi · Guido Balzarini · Marcello Bertinetti · Bino Bini · Vincenzo Cuccia · Oreste Moricca · Oreste Puliti · Giulio Sarrocchi | HongriaLaszlo Berti · Janos Garay · Sandor Posta · Jozsef Rady · Zoltan Schenker · Laszlo Szechy · Ödön Tersztyanszky · Jenö Uhlyarik | Països BaixosAdrianus De Jong · Jetze Doorman · Hendrik Scherpenhuyzen · Jan Van Der Wiel · Maarten Van Dulm · Henri Wynoldy-Daniels |

## Resultats

### Primera eliminatòria
Es disputà el 12 de juliol, amb 5 grups. Els dos primers de cadascun passen a quarts de final.
| Pos. | Nació          | Tirador | Victòries | VI | DI | Rival         | Rival | Rival  | Rival |
| Pos. | Nació          | Tirador | Victòries | VI | DI | ITA 1861-1946 | CSK   | Grècia |       |
| ---- | -------------- | --- | --------- | -- | -- | ------------- | ----- | ------ | ----- |
| 1    | Itàlia         | Oreste Puliti, Oreste Moricca, Marcello Bertinetti, Giulio Sarrocchi, Renato Anselmi, Guido Balzarini, Bino Bini, Vincenzo Cuccia | 2         | 25 | 7  | X             | 11-5  | 14-2   |       |
| 2    | Txecoslovàquia | František Dvořák, Alexandr Bárta, Luděk Opplt, Josef Jungmann, Otakar Švorčík                                                     | 1         | 15 | 17 | 5-11          | X     | 10-6   |       |
| 3    | Grècia         | Konstantinos Kotzias, Iōannīs Geōrgiadīs, Tryfon Triantafyllakos, Konstantinos Nikolopoulos                                       | 0         | 8  | 24 | 2-14          | 6-10  | X      |       |

| Pos. | Nació         | Tirador | Victòries | VI | DI | Rival | Rival | Rival | Rival |
| Pos. | Nació         | Tirador | Victòries | VI | DI | NLD   | USA   | URY   | POL   |
| ---- | ------------- | --- | --------- | -- | -- | ----- | ----- | ----- | ----- |
| 1    | Països Baixos | Jan van der Wiel, Arie de Jong, Henri Wijnoldy-Daniëls, Jetze Doorman, Hendrik Scherpenhuyzen, Maarten van Dulm                         | 3         | 35 | 13 | X     | 10-6  | 9-7   | 16-0  |
| 2    | Estats Units  | Arthur Lyon, Joseph Parker, Edwin Fullinwider, Laurence Castner, Chauncey McPherson, Ernest Gignoux, Albert Strauss, Harold Van Buskirk | 2         | 27 | 21 | 6-10  | X     | 9-7   | 12-4  |
| 3    | Uruguai       | Héctor Belo, Conrado Rolando, Domingo Mendy, Santos Ferreira, Pedro Mendy                                                               | 0         | 14 | 18 | 7-9   | 7-9   | X     | ND    |
| 4    | Polònia       | Alfred Ader, Adam Papée, Jerzy Zabielski, Konrad Winkler                                                                                | 0         | 4  | 28 | 0-16  | 4-12  | ND    | X     |

| Pos. | Nazione | Atleta | Nota           |
| ---- | ------- | --- | -------------- |
| 1    | Espanya | Julián de Olivares, Julio González, Jesús López de Lara, Fernando Guillén, Jaime Mela                         | Passa de ronda |
| 1    | França  | Maurice Taillandier, Georges Conraux, Lionel Lifschitz, Marc Perrodon, Henri de Saint-Germain, Jean Jannekeyn | Passa de ronda |
| -    | Romania | | DNS            |

| Pos. | Nació      | Tirador | Victòries | VI | DI | Rival | Rival | Rival | Rival |
| Pos. | Nació      | Tirador | Victòries | VI | DI | HUN   | DNK   | GBR   |       |
| ---- | ---------- | --- | --------- | -- | -- | ----- | ----- | ----- | ----- |
| 1    | Hongria    | Ödön von Tersztyánszky, János Garay, Sándor Pósta, László Berti, József Rády, Zoltán Schenker, Jenő Uhlyárik, László Széchy | 1         | 15 | 1  | X     | ND    | 15-1  |       |
| 2    | Dinamarca  | Ivan Osiier, Einar Levison, Jens Berthelsen, Peter Ryefelt, Svend Aage Munck                                                | 1         | 9  | 7  | ND    | X     | 9-7   |       |
| 3    | Regne Unit | Edward Brookfield, William Marsh, Robin Dalglish, Cecil Kershaw, William Hammond, Archibald Corble                          | 0         | 8  | 24 | 1-15  | 7-9   | X     |       |

| Pos. | Nazione   | Atleta                                                                         | Nota           |
| ---- | --------- | ------------------------------------------------------------------------------ | -------------- |
| 1    | Argentina | Horacio Casco, Raúl Sola, Santiago Torres, Carmelo Merlo, Arturo Ponce         | Passa de ronda |
| 2    | Bèlgica   | Jean-Pierre Willems, Charles Delporte, Robert Feyerick, Léon Tom, Félix Goblet | Passa de ronda |
| -    | Àustria   |                                                                                | DNS            |

### Quarts de final
El 13 de juliol es disputen 3 sèries. Els dos primers equips de cadascuna passen a semifinals.
| Pos. | Nació        | Tirador | Victòries | VI | DI | Rival | Rival         | Rival       | Rival |
| Pos. | Nació        | Tirador | Victòries | VI | DI | HUN   | ITA 1861-1946 | BEL         | USA   |
| ---- | ------------ | --- | --------- | -- | -- | ----- | ------------- | ----------- | ----- |
| 1    | Hongria      | Ödön von Tersztyánszky, János Garay, Sándor Pósta, László Berti, József Rády, Zoltán Schenker, Jenő Uhlyárik, László Széchy             | 2         | 24 | 10 | X     | ND            | 10-6        | 14-4  |
| 2    | Itàlia       | Oreste Puliti, Oreste Moricca, Marcello Bertinetti, Giulio Sarrocchi, Renato Anselmi, Guido Balzarini, Bino Bini, Vincenzo Cuccia       | 2         | 20 | 12 | ND    | X             | 8-8 (50-46) | 12-4  |
| 3    | Bèlgica      | Jean-Pierre Willems, Charles Delporte, Robert Feyerick, Léon Tom, Félix Goblet                                                          | 0         | 14 | 18 | 6-10  | 8-8 (46-50)   | X           | ND    |
| 4    | Estats Units | Arthur Lyon, Joseph Parker, Edwin Fullinwider, Laurence Castner, Chauncey McPherson, Ernest Gignoux, Albert Strauss, Harold Van Buskirk | 0         | 8  | 26 | 4-14  | 4-12          | ND          | X     |

| Pos. | Nació         | Tirador | Victòries | VI | DI | Rival | Rival | Rival                           | Rival |
| Pos. | Nació         | Tirador | Victòries | VI | DI | ARG   | NLD   | Spain (1785-1873 and 1875-1931) |       |
| ---- | ------------- | --- | --------- | -- | -- | ----- | ----- | ------------------------------- | ----- |
| 1    | Argentina     | Horacio Casco, Raúl Sola, Santiago Torres, Carmelo Merlo, Arturo Ponce                                          | 2         | 23 | 9  | X     | 10-6  | 13-3                            |       |
| 2    | Països Baixos | Jan van der Wiel, Arie de Jong, Henri Wijnoldy-Daniëls, Jetze Doorman, Hendrik Scherpenhuyzen, Maarten van Dulm | 1         | 18 | 14 | 6-10  | X     | 12-4                            |       |
| 3    | Espanya       | Julián de Olivares, Julio González, Jesús López de Lara, Fernando Guillén, Jaime Mela                           | 0         | 7  | 25 | 3-13  | 4-12  | X                               |       |

| Pos. | Nació          | Tirador | Victòries | VI | DI | Rival       | Rival       | Rival | Rival |
| Pos. | Nació          | Tirador | Victòries | VI | DI | FRA         | CSK         | DNK   |       |
| ---- | -------------- | --- | --------- | -- | -- | ----------- | ----------- | ----- | ----- |
| 1    | França         | Maurice Taillandier, Georges Conraux, Lionel Lifschitz, Marc Perrodon, Henri de Saint-Germain, Jean Jannekeyn | 2         | 18 | 14 | X           | 8-8 (49-43) | 10-6  |       |
| 2    | Txecoslovàquia | František Dvořák, Alexandr Bárta, Luděk Opplt, Josef Jungmann, Otakar Švorčík                                 | 1         | 20 | 12 | 8-8 (43-49) | X           | 12-4  |       |
| 3    | Dinamarca      | Ivan Osiier, Einar Levison, Jens Berthelsen, Peter Ryefelt, Svend Aage Munck                                  | 0         | 10 | 22 | 6-10        | 4-12        | X     |       |

### Semifinals
Es disputen el 14 de juliol. Els dos primers equips de cadascuna passen a la final.
| Pos. | Nació          | Tirador | Victòries | VI | DI | Rival         | Rival       | Rival       | Rival |
| Pos. | Nació          | Tirador | Victòries | VI | DI | ITA 1861-1946 | CSK         | ARG         |       |
| ---- | -------------- | --- | --------- | -- | -- | ------------- | ----------- | ----------- | ----- |
| 1    | Itàlia         | Oreste Puliti, Oreste Moricca, Marcello Bertinetti, Giulio Sarrocchi, Renato Anselmi, Guido Balzarini, Bino Bini, Vincenzo Cuccia | 1         | 14 | 4  | X             | ND          | 14-4        |       |
| 2    | Txecoslovàquia | František Dvořák, Alexandr Bárta, Luděk Opplt, Josef Jungmann, Otakar Švorčík                                                     | 1         | 8  | 8  | ND            | X           | 8-8 (47-45) |       |
| 3    | Argentina      | Horacio Casco, Raúl Sola, Santiago Torres, Carmelo Merlo, Arturo Ponce                                                            | 0         | 12 | 22 | 4-14          | 8-8 (45-47) | X           |       |

| Pos. | Nació         | Tirador | Victòries | VI | DI | Rival | Rival | Rival | Rival |
| Pos. | Nació         | Tirador | Victòries | VI | DI | HUN   | NLD   | FRA   |       |
| ---- | ------------- | --- | --------- | -- | -- | ----- | ----- | ----- | ----- |
| 1    | Hongria       | Ödön von Tersztyánszky, János Garay, Sándor Pósta, László Berti, József Rády, Zoltán Schenker, Jenő Uhlyárik, László Széchy | 1         | 10 | 6  | X     | ND    | 10-6  |       |
| 2    | Països Baixos | Jan van der Wiel, Arie de Jong, Henri Wijnoldy-Daniëls, Jetze Doorman, Hendrik Scherpenhuyzen, Maarten van Dulm             | 1         | 9  | 7  | ND    | X     | 9-7   |       |
| 3    | França        | Maurice Taillandier, Georges Conraux, Lionel Lifschitz, Marc Perrodon, Henri de Saint-Germain, Jean Jannekeyn               | 0         | 13 | 19 | 6-10  | 7-9   | X     |       |

### Final
Es disputà el 15 de juliol.
| Pos. | Nació          | Tirador | Victòries | VI | DI | Rival         | Rival       | Rival | Rival |
| Pos. | Nació          | Tirador | Victòries | VI | DI | ITA 1861-1946 | HUN         | NLD   | CSK   |
| ---- | -------------- | --- | --------- | -- | -- | ------------- | ----------- | ----- | ----- |
| 1    | Itàlia         | Oreste Puliti, Oreste Moricca, Marcello Bertinetti, Giulio Sarrocchi, Renato Anselmi, Guido Balzarini, Bino Bini, Vincenzo Cuccia | 3         | 28 | 20 | X             | 8-8 (50-46) | 9-7   | 11-5  |
| 2    | Hongria        | Ödön von Tersztyánszky, János Garay, Sándor Pósta, László Berti, József Rády, Zoltán Schenker, Jenő Uhlyárik, László Széchy       | 2         | 33 | 17 | 8-8 (46-50)   | X           | 14-4  | 11-5  |
| 3    | Països Baixos  | Jan van der Wiel, Arie de Jong, Henri Wijnoldy-Daniëls, Jetze Doorman, Hendrik Scherpenhuyzen, Maarten van Dulm                   | 1         | 20 | 30 | 7-9           | 4-14        | X     | 9-7   |
| 4    | Txecoslovàquia | František Dvořák, Alexandr Bárta, Luděk Opplt, Josef Jungmann, Otakar Švorčík                                                     | 0         | 17 | 31 | 5-11          | 5-11        | 7-9   | X     |